# Campionato africano maschile di pallacanestro 1975
L'8º Campionato Africano Maschile di Pallacanestro FIBA si è svolto dal 20 al 28 dicembre 1975 ad Alessandria d'Egitto in Egitto. Il torneo è stato vinto dall'Egitto padrone di casa.
I Campionati africani maschili di pallacanestro sono una manifestazione disputata dalle squadre nazionali del continente, organizzata dalla FIBA Africa, all'epoca AFABA.

## Squadre partecipanti
- Egitto
- Congo-Brazzaville
- Senegal
- Sudan
- Tunisia
- Zaire

## Classifica finale
| Campione d'Africa                                                   | Campione d'Africa | Campione d'Africa                                                       |
| ------------------------------------------------------------------- | ----------------- | ----------------------------------------------------------------------- |
| Egitto Template:Egitto di pallacanestro ai campionati africani 1975 |                   |                                                                         |
| Argento                                                             | Senegal           | Template:Senegal di pallacanestro ai campionati africani 1975           |
| Bronzo                                                              | Sudan             | Template:Sudan di pallacanestro ai campionati africani 1975             |
| 4.                                                                  | Zaire             | Template:Zaire di pallacanestro ai campionati africani 1975             |
| 5.                                                                  | Tunisia           | Template:Tunisia di pallacanestro ai campionati africani 1975           |
| 6.                                                                  | Congo-Brazzaville | Template:Congo-Brazzaville di pallacanestro ai campionati africani 1975 |